# Џеки Купер
Џеки Купер (енгл. Jackie Cooper; Лос Анђелес, 15. септембар 1922 — Санта Моника, 3. мај 2011) је био амерички глумац, продуцент и режисер.

## Филмографија
| Улоге Џеки Купер |                    |               |            |          |
| Година           | Српски назив       | Изворни назив | Улога      | Напомена |
| 1934.            | Острво с благом    |               | Џим Хокинс |          |
| 1941.            | Зигфилдова девојка |               | Џери Реган |          |
| 1978.            | Супермен           |               | Пери Вајт  |          |
| 1980.            | Супермен 2         |               | Пери Вајт  |          |
| 1983.            | Супермен 3         |               | Пери Вајт  |          |
| 1987.            | Супермен 4         |               | Пери Вајт  |          |